# Boletus reticulatus
Boletus reticulatus (anteriormente conocido como Boletus aestivalis (Paulet) Fr.), y comúnmente conocido como el boleto reticulado o boleto estival es un hongo basidiomiceto del género Boletus. Aparece en bosques caducifolios de Europa donde forma una relación micorrízica simbiótica con especies de roble (Quercus). El hongo produce cuerpos fructíferos en los meses de verano que son comestibles y se recogen popularmente. El boleto estival fue descrito formalmente por Jacob Christian Schäffer como Boletus reticulatus en 1774, que tuvo precedencia sobre B. aestivalis tal como lo describió Jean-Jacques Paulet en 1793.

## Taxonomía
El naturalista alemán Jacob Christian Schäffer describió el boleto estival como Boletus reticulatus en 1774. Jean-Jacques Paulet lo describió como Boletus aestivalis en 1793, este nombre de la especie deriva del latín aestas "verano". Los dos nombres fueron utilizados en la literatura durante muchos años.
El Boletus reticulatus se clasifica en Boletus sección Boletus, junto a parientes cercanos como B. aereus, B. edulis y B. pinophilus. Un estudio genético de las cuatro especies europeas encontró que la especie B. reticulatus era hermana de B. aereus. Pruebas más extensas de taxones mundiales revelaron que B. reticulatus estaba más estrechamente relacionado con dos linajes que habían sido clasificados como B. edulis del sur de China y Corea/norte de China, respectivamente. El antepasado común de estas tres especies se relacionó con un linaje que consistía en B. aereus y genéticamente cerca de B. mamorensis. Análisis molecular sugiere que los linajes B. aereus/mamorensis y B. reticulatus/chino B.edulis divergieron hace alrededor de 6 a 7 millones de años.

## Descripción
El cuerpo fructífero del boleto estival es un hongo con un pie bulboso hinchado, y un sombrero convexo grande generalmente redondo que va desde los 20 a los 40 cm de diámetro. Lleva una cutícula marrón aterciopelada que cuando se seca las grietas, a menudo, revelan la carne blanca de debajo, dando la apariencia de una red.
La tonalidad más oscura y uniforme, y la sensación aterciopelada, del sombrero son una característica clave que distinguir a esta especie así como la difusa existencia, o ausencia total, de un borde blanco al margen del sombrero, como se ve en Boletus edulis. Los surcos y poros del himenio son inicialmente blancos, oscureciendose con la edad a amarillo pálido y finalmente marrón. El pie es central, de 16 a 30 cm de altura, y tiene un patrón reticulado fuertemente marcado con un color blanco a marrón variable.
La carne es blanca y gruesa y permanece firme, si es amarillenta, a medida que el hongo envejece, y a menudo es atacada por larvas de insectos. Su olor es agradable.

## Distribución y hábitat
En verano el boleto reticulado se encuentra en los bosques de toda Europa, si se ha dado un clima cálido y húmedo, desde el comienzo del verano hasta el final del otoño. Es particularmente común en el sur y el oeste de Francia.
Boletus reticulatus ha sido recuperado del sur de África, donde probablemente fue introducido, creciendo bajo la especie mexicana Pinus patula.

## Comestibilidad
El boleto estival, como la mayoría de los boletus, es comestible y útil para cocinar. Sin embargo, su carne es algo menos firme que otros boletos. Con base en el análisis de los cuerpos de frutos recolectados en Portugal, hay 334 kc por cada 100 g de boleto (como peso seco). La composición de macronutrientes de 100 g de boleto seco incluye 22,6 g de proteínas, 55,1 g de carbohidratos y 2,6 gramos de grasas. Por peso, los cuerpos de frutas frescas son aproximadamente un 91% agua.